# الحدود البرازيلية البيروية
الحدود البرازيلية البيروفية هي الخط الواقع في غابات الأمازون المطيرة، والذي يفصل بين أراضي البرازيل والبيرو. تقع ولايات الأمازون وأكري البرازيليتان على حدود مناطق بيرو الشرقية لوريتو وأوكايالي ومادر دي ديوس. تم ترسيم جزء من الحدود في معاهدة ريو دي جانيرو عام 1909.

## العلاقات بين البرازيل والبيرو

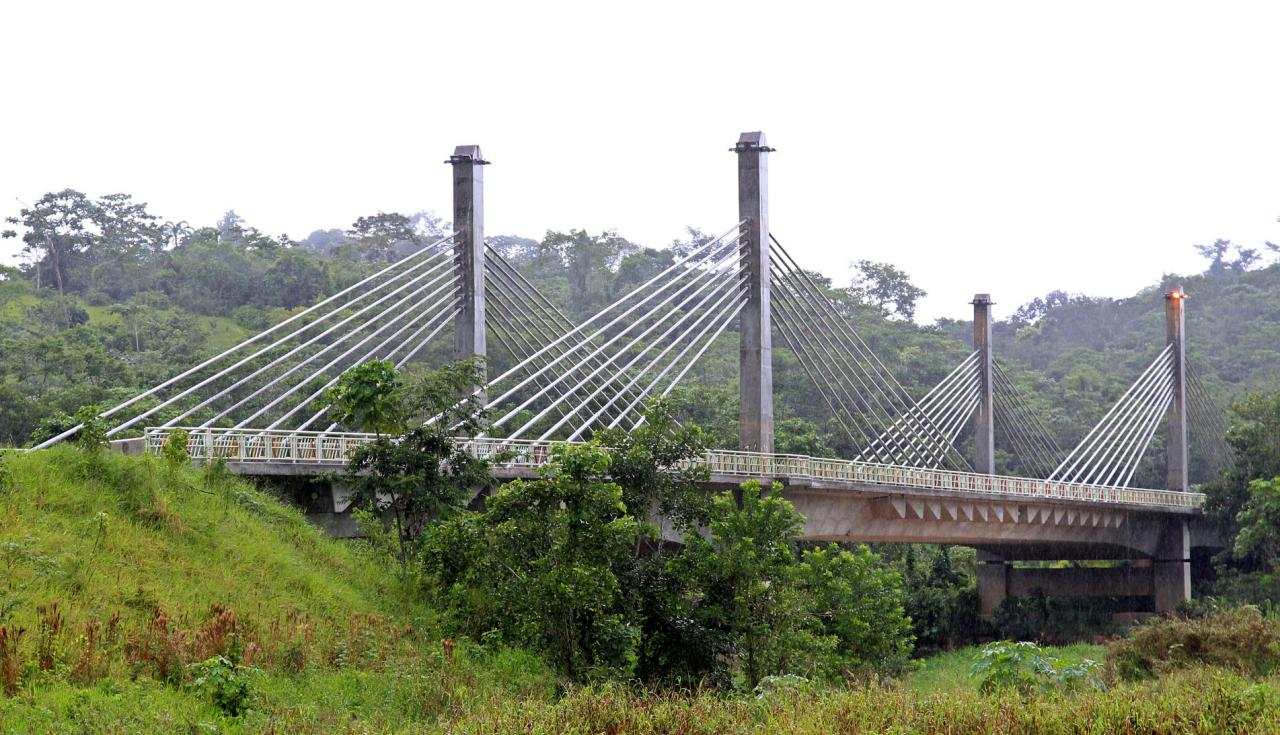
يَقطع جسر التكامل بين البرازيل والبيرو نهر أكر، ويربط بين مدينة أسيس براسيل البرازيلية وإيناباري، في الجانب البيروفي من الحدود.

في عام 2013، تم الاحتفال بالذكرى السنوية العاشرة للتحالف الاستراتيجي بين البرازيل والبيرو. وبمناسبة تلك الذكرى، قامت الرئيسة ديلما روسيف بزيارة رسمية إلى بيرو في 11 تشرين الثاني (نوفمبر). من بين الأهداف الرئيسية للتحالف الاستراتيجي بين البرازيل والبيرو التكامل في البنية التحتية، والتعاون (بشكل رئيسي في القضايا الاجتماعية والأمنية)، والتكامل الحدودي والتكامل الاقتصادي التجاري.

## المدن الحدودية
- أسيس براسيل، أكري (البرازيل) - إيناباري (بيرو)